# جباب
جباب (به عربی: جباب) یک روستا در سوریه است که در استان درعا واقع شده‌است. جباب ۷٬۶۹۹ نفر جمعیت دارد.